# Kensington (Connecticut)
Kensington statisztikai település az USA Connecticut államában, Hartford megyében. Lakosainak száma 9962 fő (2020. április 1.).

## Népesség
A település népességének változása:

| 2010 | 8 459 |
| 2020 | 9 962 |